# ويليام وارد (ضابط شرطة)
ويليام وارد (بالإنجليزية: William Ward)‏ هو ضابط شرطة أمريكي، ولد في 20 أبريل 1921 في بيتسبرغ في الولايات المتحدة، وتوفي بنفس المكان في 31 يناير 2006.